# Come A Little Bit Closer
Come A Little Bit Closer is een single van Jay and the Americans uit 1964. Het nummer bereikte de derde plaats in de Billboard Hot 100 en de dertiende in de Nederlandse Top 40.
De zanger ontmoet in een cafeetje in Mexico een aantrekkelijke vrouw. Zij moedigt hem aan: hij moet wat dichterbij komen, want hij is haar type man. Hij danst met haar op de muziek in het café en kust haar. Hij hoort de gitarist (het is niet duidelijk of die alleen speelt of deel uitmaakt van een band) zeggen dat José, de vriend van de vrouw, in aantocht is. Ineens is hij alleen met de vrouw en José, die tegen hem zegt dat hij fors in de problemen zit. Hij maakt zich door een raam uit de voeten en hoort nog net dat ze tegen José zegt dat hij wat dichterbij moet komen, want hij is haar type man.

## Hitnotering
| Come a little bit closer | Come a little bit closer | Come a little bit closer | Come a little bit closer | Come a little bit closer | Come a little bit closer | Come a little bit closer | Come a little bit closer | Come a little bit closer | Come a little bit closer | Come a little bit closer | Come a little bit closer | Come a little bit closer | Come a little bit closer | Come a little bit closer |
| Hitlijst                 | Datum van binnenkomst    | Week:                    | 1                        | 2                        | 3                        | 4                        | 5                        | 6                        | 7                        | 8                        | 9                        | 10                       | 11                       | Laatste notering         |
| ------------------------ | ------------------------ | ------------------------ | ------------------------ | ------------------------ | ------------------------ | ------------------------ | ------------------------ | ------------------------ | ------------------------ | ------------------------ | ------------------------ | ------------------------ | ------------------------ | ------------------------ |
| Nederlandse Top 40       | 02-01-1965               | Positie:                 | 37                       | 15                       | 13                       | 13                       | 14                       | 14                       | 16                       | 25                       | 30                       | 33                       | 36                       | 13-03-1965               |

## Andere versies
Het nummer is ook opgenomen door onder andere Willy DeVille, Trini Lopez en Billy Walker.